# Championnats pan-pacifiques 1997
Navigation
Édition précédente Édition suivante
Les 7es Championnats pan-pacifiques se déroulent à Fukuoka ( Japon), du 10 au 13 août 1997. 

## Tableau des médailles
| Rang | Nation           | Or | Argent | Bronze | Total |
| ---- | ---------------- | -- | ------ | ------ | ----- |
| 1    | États-Unis       | 19 | 13     | 16     | 48    |
| 2    | Australie        | 10 | 7      | 5      | 22    |
| 3    | Japon            | 2  | 3      | 2      | 7     |
| 4    | Costa Rica       | 2  | 1      | 0      | 3     |
| 5    | Chine            | 1  | 2      | 1      | 4     |
| 6    | Porto Rico       | 1  | 0      | 1      | 2     |
| 7    | Canada           | 0  | 6      | 6      | 12    |
| 8    | Afrique du Sud   | 0  | 1      | 0      | 1     |
| 9    | Nouvelle-Zélande | 0  | 0      | 3      | 3     |
|      | Total            | 35 | 33     | 34     | 102   |

- Deux médailles d'or ont été décernées pour le 50 m nage libre messieurs

## Podiums

### Hommes
| Épreuves           | Or                                                               | Or             | Argent                                                         | Argent         | Bronze                                                          | Bronze         |
| ------------------ | ---------------------------------------------------------------- | -------------- | -------------------------------------------------------------- | -------------- | --------------------------------------------------------------- | -------------- |
| Nage libre         |                                                                  |                |                                                                |                |                                                                 |                |
| 50 m               | Ricardo Busquets Bill Pilczuk                                    | 22 s 42        |                                                                |                | David Fox                                                       | 22 s 69        |
| 100 m              | Michael Klim                                                     | 49 s 46        | Neil Walker                                                    | 49 s 57        | Ricardo Busquets                                                | 49 s 94        |
| 200 m              | Michael Klim                                                     | 1 min 47 s 60  | Josh Davis                                                     | 1 min 48 s 17  | Trent Bray                                                      | 1 min 49 s 27  |
| 400 m              | Grant Hackett                                                    | 3 min 47 s 27  | Ian Thorpe                                                     | 3 min 49 s 64  | Chad Carvin                                                     | 3 min 50 s 40  |
| 800 m              | Grant Hackett                                                    | 7 min 50 s 30  | Chad Carvin                                                    | 7 min 57 s 82  | Tyler Painter                                                   | 8 min 01 s 17  |
| 1 500 m            | Grant Hackett                                                    | 15 min 13 s 25 | Tyler Painter                                                  | 15 min 17 s 01 | Chad Carvin                                                     | 15 min 17 s 18 |
| Dos                |                                                                  |                |                                                                |                |                                                                 |                |
| 100 m              | Lenny Krayzelburg                                                | 54 s 43        | Neil Walker                                                    | 55 s 27        | Mark Versfeld                                                   | 55 s 55        |
| 200 m              | Lenny Krayzelburg                                                | 1 min 57 s 87  | Mark Versfeld                                                  | 1 min 59 s 61  | Brad Bridgewater                                                | 2 min 00 s 04  |
| Brasse             |                                                                  |                |                                                                |                |                                                                 |                |
| 100 m              | Kurt Grote                                                       | 1 min 01 s 22  | Phil Rogers                                                    | 1 min 01 s 85  | Jarrod Marrs                                                    | 1 min 02 s 64  |
| 200 m              | Kurt Grote                                                       | 2 min 14 s 05  | Yoshiaki Okita                                                 | 2 min 14 s 59  | Tom Wilkens                                                     | 2 min 14 s 80  |
| Papillon           |                                                                  |                |                                                                |                |                                                                 |                |
| 100 m              | Neil Walker                                                      | 52 s 76        | Michael Klim                                                   | 52 s 94        | Nate Dunsing                                                    | 53 s 26        |
| 200 m              | Ugur Taner                                                       | 1 min 57 s 35  | Tom Malchow                                                    | 1 min 57 s 71  | Scott Goodman                                                   | 1 min 58 s 34  |
| 4 nages            |                                                                  |                |                                                                |                |                                                                 |                |
| 200 m              | Matthew Dunn                                                     | 2 min 01 s 14  | Curtis Myden                                                   | 2 min 01 s 83  | Ron Karnaugh                                                    | 2 min 02 s 25  |
| 400 m              | Matthew Dunn                                                     | 4 min 16 s 11  | Curtis Myden                                                   | 4 min 16 s 30  | Trent Steed                                                     | 4 min 21 s 07  |
| Relais             |                                                                  |                |                                                                |                |                                                                 |                |
| 4x100 m nage libre | États-Unis Scott Tucker Bradley Schumacher Jon Olsen Neil Walker | 3 min 18 s 18  | Australie                                                      | 3 min 19 s 33  | Nouvelle-Zélande                                                | 3 min 22 s 49  |
| 4x200 m nage libre | États-Unis Chad Carvin Tom Malchow Ugur Taner Josh Davis         | 7 min 13 s 99  | Australie                                                      | 7 min 15 s 72  | Nouvelle-Zélande                                                | 7 min 28 s 33  |
| 4x100 m 4 nages    | États-Unis Lenny Krayzelburg Kurt Grote Nate Dusing Neil Walker  | 3 min 36 s 93  | Australie Adrian Radley Phil Rogers Scott Goodman Michael Klim | 3 min 39 s 73  | Canada Mark Versfeld Morgan Knabe Edward Parenti Stephen Clarke | 3 min 43 s 98  |

### Femmes
| Épreuves           | Or                                                                    | Or             | Argent                                                           | Argent         | Bronze                                                      | Bronze         |
| ------------------ | --------------------------------------------------------------------- | -------------- | ---------------------------------------------------------------- | -------------- | ----------------------------------------------------------- | -------------- |
| Nage libre         |                                                                       |                |                                                                  |                |                                                             |                |
| 50 m               | Le Jingyi                                                             | 25 s 24        | Jenny Thompson                                                   | 25 s 42        | Nicole De Man                                               | 25 s 66        |
| 100 m              | Jenny Thompson                                                        | 54 s 82        | Le Jingyi                                                        | 54 s 86        | Catherine Fox                                               | 56 s 07        |
| 200 m              | Claudia Poll                                                          | 1 min 57 s 48  | Le Jingyi                                                        | 2 min 00 s 54  | Joanne Malar                                                | 2 min 01 s 12  |
| 400 m              | Claudia Poll                                                          | 4 min 06 s 56  | Brooke Bennett                                                   | 4 min 09 s 77  | Diana Munz                                                  | 4 min 14 s 03  |
| 800 m              | Brooke Bennett                                                        | 8 min 26 s 36  | Claudia Poll                                                     | 8 min 29 s 05  | Diana Munz                                                  | 8 min 29 s 06  |
| 1 500 m            | Brooke Bennett                                                        | 16 min 10 s 24 | Diana Munz                                                       | 16 min 17 s 06 | Brooke Townsend                                             | 16 min 53 s 25 |
| Dos                |                                                                       |                |                                                                  |                |                                                             |                |
| 100 m              | Mai Nakamura                                                          | 1 min 01 s 13  | Lea Maurer                                                       | 1 min 01 s 35  | Catherine Fox                                               | 1 min 01 s 83  |
| 200 m              | Mai Nakamura                                                          | 2 min 11 s 40  | Lea Maurer                                                       | 2 min 12 s 25  | Miki Nakao                                                  | 2 min 12 s 80  |
| Brasse             |                                                                       |                |                                                                  |                |                                                             |                |
| 100 m              | Samantha Riley                                                        | 1 min 07 s 81  | Penny Heyns                                                      | 1 min 08 s 85  | Kristy Kowal                                                | 1 min 09 s 18  |
| 200 m              | Samantha Riley                                                        | 2 min 25 s 34  | Masami Tanaka                                                    | 2 min 29 s 66  | Lauren van Oosten                                           | 2 min 29 s 83  |
| Papillon           |                                                                       |                |                                                                  |                |                                                             |                |
| 100 m              | Jenny Thompson                                                        | 59 s 00        | Ayari Aoyama                                                     | 59 s 35        | Cai Huijue                                                  | 59 s 64        |
| 200 m              | Susie O'Neill                                                         | 2 min 08 s 59  | Kristine Quance                                                  | 2 min 09 s 29  | Misty Hyman                                                 | 2 min 11 s 53  |
| 4 nages            |                                                                       |                |                                                                  |                |                                                             |                |
| 200 m              | Kristine Quance                                                       | 2 min 13 s 79  | Marianne Limpert                                                 | 2 min 14 s 91  | Joanne Malar                                                | 2 min 16 s 17  |
| 400 m              | Kristine Quance                                                       | 4 min 39 s 61  | Maddy Crippen                                                    | 4 min 43 s 20  | Joanne Malar                                                | 4 min 44 s 17  |
| Relais             |                                                                       |                |                                                                  |                |                                                             |                |
| 4x100 m nage libre | États-Unis Catherine Fox Melanie Valerio Nicole De Man Jenny Thompson | 3 min 43 s 77  | Canada                                                           | 3 min 46 s 57  | Australie                                                   | 3 min 47 s 49  |
| 4x200 m nage libre | États-Unis Lindsay Benko Ashley Whitney Jamie Cail Jenny Thompson     | 8 min 07 s 82  | Canada                                                           | 8 min 08 s 85  | Australie                                                   | 8 min 13 s 92  |
| 4x100 m 4 nages    | États-Unis Lea Maurer Kristy Kowal Richelle Fox Jenny Thompson        | 4 min 04 s 27  | Australie Meredith Smith Samantha Riley Susie O'Neill Sarah Ryan | 4 min 05 s 72  | Japon Mai Nakamura Junko Isoda Ayari Aoyama Sumika Minamoto | 4 min 07 s 83  |